# Vela nos Jogos Olímpicos de Verão de 1972 - Flying Dutchman
As provas da classe Flying Dutchman da vela nos Jogos Olímpicos de Verão de 1972 ocorreram entre 29 de agosto e 8 de setembro daquele ano no Olympiazentrum Schilksee, na Baía de Quiel, na Alemanha Ocidental. O programa compunha sete regatas. Para esta classe, houve 60 velejadores de 29 nações inscritas.

## Calendário
| ● | Competições desportivas | ● | Finais |

| Data                           | Agosto | Agosto | Agosto | Agosto | Agosto | Agosto | Setembro | Setembro        | Setembro        | Setembro | Setembro | Setembro | Setembro        | Setembro        | Setembro | Setembro | Setembro |
| Data                           | 26 Sáb | 27 Dom | 28 Seg | 29 Ter | 30 Qua | 31 Qui | 1 Sex    | 2 Sáb           | 3 Dom           | 4 Seg    | 5 Ter    | 6 Qua    | 7 Qui           | 8 Sex           | 9 Sáb    | 10 Dom   | 11 Seg   |
| ------------------------------ | ------ | ------ | ------ | ------ | ------ | ------ | -------- | --------------- | --------------- | -------- | -------- | -------- | --------------- | --------------- | -------- | -------- | -------- |
| Flying Dutchman (planejamento) |        |        |        | ●      | ●      | ●      | ●        | Dia de descanso | Dia de descanso | ●        | ●        | ●        | Dia de descanso | Dia de descanso |          |          |          |
| Flying Dutchman (real)         |        |        |        | ●      | ●      | ●      | ●        | Dia de descanso | Dia de descanso | ●        | ●        |          | Névoa           | ●               |          |          |          |

## Medalhistas
A dupla britânica Rodney Pattisson e Christopher Davies finalizou a competição em primeiro lugar, tendo vencido quatro das sete regatas, e conquistou a medalha de ouro. A prata firmou-se com os franceses Yves Pajot e Marc Pajot. Por fim, a medalha de bronze ficou com Ulli Libor e Peter Naumann, da Alemanha Ocidental.
|  | GBR Grã-Bretanha                    |  | FRA França            |  | FRG Alemanha Ocidental   |
|  | Rodney Pattisson Christopher Davies |  | Yves Pajot Marc Pajot |  | Ulli Libor Peter Naumann |

## Resultados
Estes foram os resultados da competição:
| Pos.              | Tripulação                                       | Regata I | Regata I | Regata II | Regata II | Regata III | Regata III | Regata IV | Regata IV | Regata V | Regata V | Regata VI | Regata VI | Regata VII | Regata VII | Total de pontos |
| Pos.              | Tripulação                                       | Pts.     | Pos.     | Pts.      | Pos.      | Pts.       | Pos.       | Pts.      | Pos.      | Pts.     | Pos.     | Pts.      | Pos.      | Pts.       | Pos.       | Total de pontos |
| ----------------- | ------------------------------------------------ | -------- | -------- | --------- | --------- | ---------- | ---------- | --------- | --------- | -------- | -------- | --------- | --------- | ---------- | ---------- | --------------- |
| Medalha de ouro   | GBR Rodney Pattisson Christopher Davies          | 1        | 0.0      | 11        | 17.0      | 1          | 0.0        | 3         | 5.7       | 1        | 0.0      | 1         | 0.0       | DNS        | 35.0       | 22.7            |
| Medalha de prata  | FRA Yves Pajot Marc Pajot                        | 3        | 5.7      | 9         | 15.0      | 8          | 14.0       | 1         | 0.0       | 2        | 3.0      | 12        | 18.0      | 2          | 3.0        | 40.7            |
| Medalha de bronze | FRG Ulli Libor Peter Naumann                     | 5        | 10.0     | 14        | 20.0      | 3          | 5.7        | 12        | 18.0      | 3        | 5.7      | 6         | 11.7      | 1          | 0.0        | 51.1            |
| 4                 | BRA Reinaldo Conrad Burkhard Cordes              | 12       | 18.0     | 3         | 5.7       | 19         | 25.0       | 9         | 15.0      | 9        | 15.0     | 2         | 3.0       | 3          | 5.7        | 62.4            |
| 5                 | YUG Anton Grego Simo Nikolic                     | 2        | 3.0      | 7         | 13.0      | 6          | 11.7       | 5         | 10.0      | 16       | 22.0     | 7         | 13.0      | 7          | 13.0       | 63.7            |
| 6                 | URS Vladimir Leontiev Valerii Zubanov            | 9        | 15.0     | 1         | 0.0       | 5          | 10.0       | 11        | 17.0      | 11       | 17.0     | 8         | 14.0      | 6          | 11.7       | 67.7            |
| 7                 | DEN Hans Fogh Ulrik Brock                        | 4        | 8.0      | 12        | 18.0      | 9          | 15.0       | 6         | 11.7      | 6        | 11.7     | 5         | 10.0      | 16         | 22.0       | 74.4            |
| 8                 | AUS Mark Bethwaite Timothy Alexander             | 14       | 20.0     | 6         | 11.7      | 4          | 8.0        | 4         | 8.0       | 4        | 8.0      | 14        | 20.0      | 22         | 28.0       | 75.7            |
| 9                 | NZL Jock Bilger Murray Ross                      | 16       | 22.0     | 21        | 27.0      | 2          | 3.0        | 2         | 3.0       | 5        | 10.0     | 11        | 17.0      | 18         | 24.0       | 79.0            |
| 10                | NED Fred Imhoff Simon Korver                     | 13       | 19.0     | 2         | 3.0       | 23         | 29.0       | 7         | 13.0      | 10       | 16.0     | 10        | 16.0      | DNF        | 33.0       | 96.0            |
| 11                | ITA Carlo Croce Luciano Zinali                   | 8        | 14.0     | 16        | 22.0      | 18         | 24.0       | 15        | 21.0      | 19       | 25.0     | 4         | 8.0       | 8          | 14.0       | 103.0           |
| 12                | SWE Peter Kolni Ulf Nilsson                      | 21       | 27.0     | 8         | 14.0      | 14         | 20.0       | 8         | 14.0      | 13       | 19.0     | DSQ       | 38.0      | 5          | 10.0       | 104.0           |
| 13                | GDR Herbert Hüttner Dietmar Gedde                | 6        | 11.7     | 10        | 16.0      | 12         | 18.0       | DNF       | 34.0      | 8        | 14.0     | 18        | 24.0      | 15         | 21.0       | 104.7           |
| 14                | NOR Ragnar Fjoran Christian Bendixen             | 23       | 29.0     | 15        | 21.0      | 15         | 21.0       | 14        | 20.0      | 7        | 13.0     | 3         | 5.7       | 24         | 30.0       | 109.7           |
| 15                | CAN Peter Byrne Don Andrews                      | 18       | 24.0     | 13        | 19.0      | 7          | 13.0       | 10        | 16.0      | 12       | 18.0     | 21        | 27.0      | 21         | 27.0       | 117.0           |
| 16                | HUN Benedek Littkey Szabolcs Izsák               | 10       | 16.0     | 4         | 8.0       | 21         | 27.0       | 23        | 29.0      | 15       | 21.0     | 26        | 32.0      | 13         | 19.0       | 120.0           |
| 17                | IRL Harold Cudmore Richard O'Shea                | 26       | 32.0     | 24        | 30.0      | 16         | 22.0       | 16        | 22.0      | 17       | 23.0     | 16        | 22.0      | 4          | 8.0        | 127.0           |
| 18                | AUT Kurt Seidl Ernst Seidl                       | 15       | 21.0     | 5         | 10.0      | 26         | 32.0       | DNS       | 35.0      | 18       | 24.0     | 9         | 15.0      | 19         | 25.0       | 127.0           |
| 19                | JPN Akira Yamamura Takashi Yamamura              | 11       | 17.0     | 17        | 23.0      | 20         | 26.0       | 17        | 23.0      | 21       | 27.0     | 15        | 21.0      | 12         | 18.0       | 128.0           |
| 20                | SUI Jean Degaudenzi Luc Argand                   | 25       | 31.0     | 25        | 31.0      | 17         | 23.0       | 13        | 19.0      | 14       | 20.0     | 13        | 19.0      | 11         | 17.0       | 129.0           |
| 21                | POL Zbigniew Kania Krzysztof Szymczak            | 7        | 13.0     | 18        | 24.0      | 13         | 19.0       | 18        | 24.0      | 22       | 28.0     | 23        | 29.0      | DSQ        | 36.0       | 137.0           |
| 22                | GRE Anastasios Batistas Antonios Bonas           | 17       | 23.0     | 20        | 26.0      | 10         | 16.0       | DNF       | 34.0      | DNF      | 35.0     | 17        | 23.0      | 9          | 15.0       | 137.0           |
| 23                | USA Scott Allan Tim Stearn                       | 19       | 25.0     | 19        | 25.0      | 11         | 17.0       | 21        | 27.0      | 20       | 26.0     | DSQ       | 38.0      | 14         | 20.0       | 140.0           |
| 24                | HKG Colin W. Smith Terence W. Steele             | 22       | 28.0     | DNF       | 35.0      | 24         | 30.0       | 20        | 26.0      | 24       | 30.0     | 20        | 26.0      | 10         | 16.0       | 156.0           |
| 25                | MEX Lorenzo Villasenor Miguel Fernando Rabago    | 20       | 26.0     | 23        | 29.0      | 25         | 31.0       | DNF       | 34.0      | 23       | 29.0     | 25        | 31.0      | 17         | 23.0       | 169.0           |
| 26                | ISR Yair Michaeli Izchak Nir                     | 28       | 34.0     | 22        | 28.0      | 22         | 28.0       | 19        | 25.0      | 25       | 31.0     | 19        | 25.0      | DNS        | 35.0       | 171.0           |
| 27                | PUR Juan R. Torruella José Rodriguez Reyes       | 27       | 33.0     | 26        | 32.0      | 28         | 34.0       | 22        | 28.0      | 26       | 32.0     | 22        | 28.0      | 20         | 26.0       | 179.0           |
| 28                | TRI Richard John Bennett David Farfan            | 24       | 30.0     | 27        | 33.0      | 27         | 33.0       | 24        | 30.0      | DNF      | 35.0     | 24        | 30.0      | 23         | 29.0       | 185.0           |
| 29                | IND Sohrab Janshed Contractor Ahmed Abdul Basith | 29       | 35.0     | 28        | 34.0      | 29         | 35.0       | 25        | 31.0      | DNF      | 35.0     | 27        | 33.0      | DNF        | 33.0       | 201.0           |

### Classificação diária

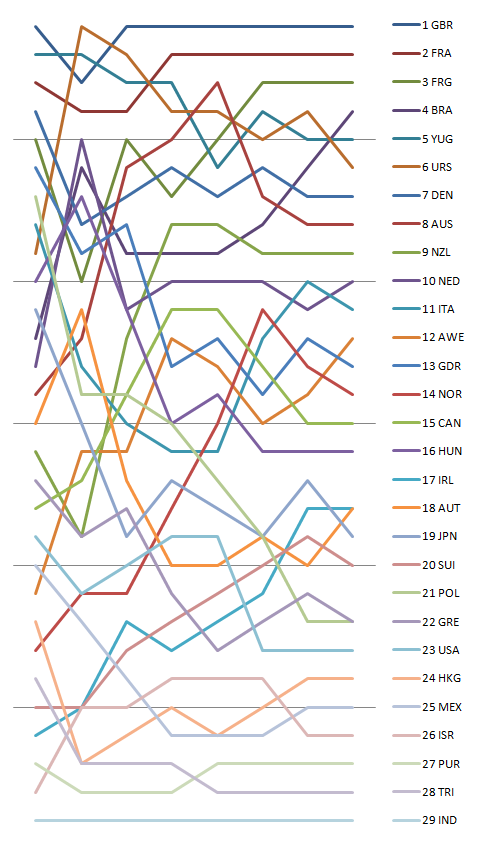
Gráfico mostrando a classificação diária na classe.